# Dani Josipa i Ivana Kozarca
Dani Josipa i Ivana Kozarca je hrvatska tradicijska kulturna manifestacija u Vinkovcima, posvećena hrvatskim književnicima, Josipu (Vinkovci, 1858. - Koprivnica, 1906.) i Ivanu Kozarcu (Vinkovci, 1885. – 1910.).
Na manifestaciji sudjeluju književnici i književni znanstvenici iz cijele Hrvatske.
Manifestaciju su osnovali Društvo hrvatskih književnika, Slavonska naklada Privlačica, Vukovarsko-srijemska županija, Grad Vinkovci i Hrvatske šume, a radi radi proučavanja, promicanja i vrednovanja književnih opusa zavičajnih književnika.
Manifestacija u programu ima književnu i znanstvenu priredbu "Žive kapitale" gdje književnici posjećuju škole i učenicima čitaju svoja djela i razgovaraju o književnosti te pjesničke večeri. Dani tradicijski završavaju "Jutrom poezije" i čitanjem pjesama vinkovačkih pjesnika te edukativno-stručni izlet u Hrvatske šume. Manifestacija je svake godine posvećena jednom ili više hrvatskih književnika.

## Nagrada „Josip i Ivan Kozarac“

### 1995.
- Anto Gardaš - za životno djelo
- Nada Prkačin „Povratak Luke Jurića“ – za najbolje prozno djelo - knjigu godine
- Kornelija Pandžić „Čuvar praga“ – za najbolju prvu knjigu mladih autora

### 1996.
- Pavao Pavličić – za životno djelo
- Vlado Andrilović „Tiha soba“ – za najbolje prozno djelo - knjigu godine
- Tvrtko Vuković „Slijeganje ramenima“ – za najbolju prvu knjigu mladih autora

### 1997.
- Ivo Balentović – za životno djelo
- Julijana Matanović „Zašto sam vam lagala“–za najbolje prozno djelo – knjiga godine[4]
- Krešimir Pintarić „Tour de forse“ – za najbolju prvu knjigu mladih autora

### 1998.
- Miroslav S. Mađer – za životno djelo
- Josip Cvenić „Kainov pečat“ – za najbolje prozno djelo – knjigu godine
- Helena Sablić Tomić „Montaža citatnih atrakcija“ – za znanstveno djelo
- Antun Smajić „Ja, mediokritet“ – za najbolju prvu knjigu mladih autora

### 1999.
- Zlatko Tomičić – za životno djelo
- Stjepan Tomaš „Emigranti“ – za najbolje prozno djelo – knjigu godine
- Marijana Radmilović „Portret nepoznatih žena“ – za najbolju prvu knjigu mladih autora

### 2000.
- Dragutin Tadijanović – za životno djelo
- Josip Novaković „Grimizne usne“ – za najbolje prozno djelo – knjigu godine
- Antonija Bogner Šaban „Zaustavljeni trenuci glume“ – za znanstveno djelo
- Stanko Andrić „Čudesa svetog Ivana Kapistrana“ – za znanstveno djelo
- Dražen Stojičić „Zabranjeno područje“ – za najbolju prvu knjigu mladih autora

### 2001.
- Dubravko Jelčić – za životno djelo
- Pavao Pavličić „Pasijans“ – za najbolje prozno djelo – knjigu godine
- Stjepan Damjanović „Filološki razgovori“ – za znanstveno djelo
- Lujo Medvidović „Radost raskovanih ruku“ – Povelja uspješnosti
- Gordan Nuhamović „Liga za opstanak“ – Povelja uspješnosti

### 2002.
- Vladimir Rem – za životno djelo
- Dubravko Jelčić i „Školska knjiga Zagreb“ „Hrvatski književni romantizam“ – za znanstveno djelo
- Ivana Šojat „Šamšiel“ – Povelja uspješnosti
- Pavao Petričević „Križevi i ruže“ – Povelja uspješnosti

### 2003.
- Branimir Bošnjak - za životno djelo
- Krešimir Nemec „Povijest hrvatskoga romana od 1945. do 2000. godine“ – za znanstveno djelo
- Helena Sablić Tomić i Goran Rem „Slavonski tekst hrvatske književnosti“ – za znanstveno djelo
- Franjo Plavšić „Gospod nas jedini nije zaboravio“ – Povelja uspješnosti

### 2004.
- Katica Čorkalo Jemrić – za životno djelo
- Miroslav S. Mađer „Lirski susret“ - za najbolje prozno djelo – knjigu godine
- Zoran Lazić „Ljeto u gradu“ – Povelja uspješnosti

### 2005.
- Stanislav Marijanović – za životno djelo
- Stjepan Tomaš „Guslač od marcipana“ - za najbolje prozno djelo - knjigu godine

### 2006.
- Tito Bilopavlović – za životno djelo
- Kazimir Klarić „Godina nemilosrđa“ – za najbolje prozno djelo – knjigu godine
- Ivan Kiefer Helin „Moj vukovarski maskaron“ – Povelja uspješnosti
- Mato Kovandžić „Gdje raspela oplakuju ljude“ – Povelja uspješnosti

### 2007.
- Vlado Andrilović – za životno djelo
- Vladimir Rem „Krug oko baštine“ – za najbolje prozno djelo – knjigu godine
- Antun Toni Bartek „Pjesme koje vole djecu“ – Povelja uspješnosti
- Adam Rajzl „Ljubav pod kišobranom“ – Povelja uspješnosti

### 2008.
- Kazimir Klarić – za životno djelo
- Katica Čorklao Jemrić „Slavonica 3“ – za najbolje prozno djelo – knjigu godine
- Julijana Adamović „Kako su nas ukrali Ciganima“ – Povelja uspješnosti
- Božica Zoko „Crveno nebo“ – Povelja uspješnosti

### 2009.
- Branko Hribar – za životno djelo
- Anica Bilić „Književni i kazališni rad Joze Ivakića“ – za najbolje prozno djelo – knjiga godine
- Adam Rajzl „Zvonik Eve Šimunove“ – Povelja uspješnosti
- Mirko Adžaga „Vatrene ulice“ – Povelja uspješnosti

### 2010.
- Stjepan Babić – za životno djelo[5]
- Bože Mimica „Slavonija od antike do 20. st.“ i „Slavonija u 20. st.“ – za knjigu godine – znanost
- Ivana Šojat „Unterstadt“ – za najbolje prozno djelo -– knjigu godine
- Ivana Simić Bodrožić „Hotel Zagorje“ – Povelja uspješnosti
- Zoran Malkoč „Groblje manjih careva“ – Povelja uspješnosti

### 2011.
- Stjepan Damjanović  – za životno djelo
- Goran Rem „Poetika buke“ – antologija slavonskog ratnog pisma – za knjigu godine - znanost
- Franjo Nagulov „Knjiga izlaska“ – Povelja uspješnosti

### 2012.
Manifestacija je bila posvećena Slavku Mađeru i Bori Pavloviću.
- Bogdan Mesinger - za životno djelo[3]
- Tomislav Šovagović "Rudnik čvaraka" – za najbolje prozno djelo - knjigu godine[3]
- Davor Ivankovac "Rezanje magle" – Povelja uspješnosti[3]

### 2013.
11. listopada 2013. u sklopu 19. dana Josipa i Ivana Kozarca dodijeljene su nagrade.
- Lujo Medvidović - za životno djelo (postumno; Medvidović je ubijen početkom 2013.)
- Delimir Rešici „Dronjci na hrpi", podnaslova „Mala emocionalna svaštalica" – za najbolje prozno djelo - knjigu godine
- Marica Liović „Od euforije do zaborava" u kojoj se znanstveno bavi nepoznatim dramama Josipa Kosora - Povelja uspješnosti

### 2014.
25. listopada u sklopu 20. dana dodijeljene su nagrade.
- Marko Samardžija - nagrada za životno djelo[7][4]
- Julijana Matanović „I na početku i na kraju bijaše kava"- za najbolje prozno djelo - knjigu godine[7][4]
- Stjepan Damjanović „Novi filološki prinosi" – za knjigu godine - znanost[7][4]
- Milica Lukić i Vera Blažević Krežić „Divanimo, dakle postojimo" - Povelja uspješnosti[7][4]

### 2015.
23. listopada 2015. godine u sklopu 21. dana Josipa i Ivana Kozarca dodijeljene su nagrade za životno djelo, knjigu godine i znanstvenu knjigu godine. Prosudbeno povjerenstvo koje je odlučivalo o nagradama bilo je u sastavu: književnik Božidar Petrač, književnik i sveučilišni profesor Goran Rem te producent i direktor Slavonske naklade Privlačica Martin Grgurovac.
- Krešimir Nemec, akademik, nagrada za životno djelo, za ukupni književnopovijesni i književnoznanstveni rad[1]
- Pavao Pavličić „Tri petka u travnju" – za najbolje prozno djelo – knjigu godine[1]
- Sanja Jukić „Medijska lica subjekta" – za knjigu godine – znanost[1]
- Tanja Belobrajdić „Crni kaput" – Povelja uspješnosti za roman s tematikom Domovinskoga rata[1]

### 2016.
Predsjednik Organizacijskog odbora manifestacije bio je Goran Rem.
- Dubravka Oraić-Tolić - nagrada za životno djelo; po ocjeni predsjednika, nagradu je zaslužila još 1980., 1990. i 1992.[2]
- Luka Bekavac „Policijski sat" – za najbolje prozno djelo - knjigu godine[2]
- Krešimir Bagić „Uvod u suvremenu hrvatsku književnosti 1970. – 2010." – za knjigu godine – znanost[2]
- Ljubica Biljan „Jakobov san" – Povelja uspješnosti[2]

### 2017.
Predsjednik Organizacijskog odbora 23. Dana Josipa i Ivana Kozarca bio je predsjednik Društva književnika Hrvatske Đuro Vidmarović, a članovi su bili sveučilišni profesor iz Osijeka Goran Rem te organizator i domaćin manifestacije Martin Grgurovac.
- Jasna Melvinger - nagrada za životno djelo
- Nikola Đuretić „Posljednja predaja" – za najbolje prozno djelo – knjigu godine
- Helena Sablić Tomić „U Osječkom Nutarnjem gradu" – za knjigu godine - znanost
- Julijana Adamović, Tanja Belobrajdić, Mateja Jurčević, Đurđica Stuhlreiter, Ružica Pšihistal – Povelja uspješnosti

### 2018.
Predsjednik Organizacijskog odbora 24. Dana Josipa i Ivana Kozarca bio je predsjednik Društva književnika Hrvatske Đuro Vidmarović. 
- Josip Užarević – za životno djelo
- Dubravka Oraić-Tolić „Doživljaji Karla Malog" – za najbolje prozno djelo - knjigu godine
- Pavao Pavličić „Nav i raj" – za knjigu godine – znanost
- Antun Toni Bartek „Male riječi koje rastu" – Povelja uspješnosti
- Franjo Džakula „San o zelenom oku" – Povelja uspješnosti za poeziju
- Ivan Trojan „Malo pa ništa" – Povelja uspješnosti u području književne znanosti
- Krešimir MIćanović „Varijacije na temelju jezika i varijanata" – Povelja uspješnosti u području jezične znanosti

### 2019.
Predsjednik Organizacijskog odbora 25. Dana Josipa i Ivana Kozarca bila je akademkinja Dubravka Oraić-Tolić. 
- Ljubica Kolarić-Dumić – za životno djelo
- Jasna Horvat – roman „OSvojski" – za najbolje prozno djelo - knjigu godine
- Ivana Buljubašić Srb  – znanstvena knjiga „OULIPO i književnost ograničenja" – za knjigu godine - znanost
- Dubravka Brezak-Stamać „O hrvatskom jeziku i prirodi u jeziku" – Povelja uspješnosti u području književne znanosti
- Vlasta Markasović „Sonetist Antun Gustav Matoš” – Povelja uspješnosti u području književne znanosti
- Adam Rajzl „Malo pa ništa" – Povelja uspješnosti za knjigu u području književnosti
- Denis Ćosić „Neonski Bog mržnje" – Povelja uspješnosti za prvoobjavljenu knjigu

### 2020.
26. Dani Josipa i Ivana Kozarca
- Antonija Bogner-Šaban – za životno djelo

### 2021.
27. Dani Josipa i Ivana Kozarca
- Miro Gavran – za životno djelo

### 2022.
28. Dani Josipa i Ivana Kozarca
- Julijana Matanović – za životno djelo